# The Leisure Hive
The Leisure Hive (La ruche au loisir) est le cent-neuvième épisode de la première série de la série télévisée britannique de science-fiction Doctor Who. Premier épisode de la saison 18, il fut originellement diffusé sur la BBC en quatre parties du 30 août au 20 septembre 1980.

## Accroche
En quête d'un lieu où passer des vacances, le Docteur et Romana décident de faire un tour sur la "ruche au loisir" de la planète Argolis. C'est alors que la machine de la principale attraction se met à tuer les gens qui l'utilisent.

## Distribution
- Tom Baker — Le Docteur
- Lalla Ward — Romana
- John Leeson - Voix de K-9
- Laurence Payne — Morix
- Adrienne Corri — Mena
- David Haig — Pangol
- Martin Fisk — Vargos
- Roy Montague — Guide
- Nigel Lambert — Hardin
- David Allister — Stimson
- John Collin — Brock
- Ian Talbot — Klout
- Andrew Lane — Foamasi
- Harriet Reynolds — Voix de Tannoy
- Clifford Norgate — Voix du Générateur

## Résumé
Le Docteur et Romana passent leur vacances à Brighton, mais ils sont à la mauvaise période de l'année, le temps est mauvais et K-9 s'est endommagé en allant chercher un ballon dans l'eau. Romana propose au Docteur d'aller sur la planète Argolis qui possède un parc d'attraction nommé la ruche au loisir. Hélas celui-ci est en déficit et des businessmen venu de la Terre souhaiteraient le revendre aux ennemis des Argolins, les Foamasis. Alors qu'ils observent une démonstration du générateur de tachyons, le Docteur et Romana assistent au démembrement et à la mort d'un touriste. Ils décident d'enquêter.
Ils font la connaissance de Mena l'actuelle gérante de la ruche et de son fils, Pangol. Mena explique aux deux seigneurs du temps, que leur race est devenue stérile à cause de l'ancienne guerre et une machine leur permettrait de se régénérer en renversant le flot du temps. Tandis que Romana tente des expériences sur les tachyons, le Docteur est accusé du meurtre d'un scientifique. En attente du verdict, il teste la machine et se retrouve considérablement vieilli.
Le Docteur et Romana découvrent que les expériences ont été faussées et le Docteur remarque que Pangol est étrangement, le seul Argolins qui soit jeune. C'est en réalité le seul Argolin né du générateur par clonage et veut se servir de celle-ci afin de mettre sur place une armée qui reprendra leur planète. Romana fait la connaissance d'un Foamasis qui l'aide, elle et le Docteur. Mais une autre faction de Foamasis, bien plus belliqueux se sont introduits dans la base après s'être déguisés en humains.
Pangol réussit à les renvoyer dans un vaisseau qu'il fera exploser, engageant la planète dans une guerre,en dépit de l'avis de Mena qui se meurt de vieillesse. Le Docteur et Romana trouvent un moyen de mettre à mal ses plans de création d'une armée en utilisant le « randomizer » du TARDIS, ce qui provoque aussi la création d'une armée de clones du Docteur. Ceux-ci disparaissent rapidement en raison de l'instabilité des Tachyons. Mena tente d'empêcher les plans de guerres de Pangol et le poursuit jusque dans le générateur. Un incident est provoqué au cours duquel Mena rajeunira et Pangol reviendra à l'état de bébé. Un des Foamasis ayant échappé à l'explosion commence des négociations de paix avec Mena tandis que le Docteur et Romana repartent dans le TARDIS.

### Continuité
- La raison des vacances gâchées du Docteur est l'utilisation du "randomizer" un système lui permettant de rendre ses destinations aléatoire. Le Docteur précise l'avoir utilisé afin d'échapper au Gardien Noir, tel que cela est raconté à la fin de « The Armageddon Factor » À la fin de l'épisode, celui-ci est ôté.
- À partir de cet épisode et jusqu'à « The Five Doctors » chaque épisode possède un élément qui le lie à sa suite.
- Lorsque le Docteur dit que c'est la seconde fois qu'il loupe ses vacances à Brighton ainsi que l'ouverture du Brighton Pavilion en référence à l'épisode « Horror of Fang Rock. »
- Le Docteur change légèrement son costume et son écharpe multicolore est remplacée par une de couleur rouge et mauve.

## Production
Cet épisode est le premier produit par le producteur John Nathan-Turner qui amorça un nouveau tournant pour la série, la souhaitant plus sérieuse et capable de rivaliser avec les séries de science fiction américaines. Nathan-Turner ayant peu d'expérience dans la production, il fut secondé durant un an par l'ancien producteur de la série Barry Letts, en tant que producteur exécutif.

### Écriture
Peinant à renouveler son équipe de scénaristes John Nathan-Turner engagea un habitué de la série, David Fisher afin d'écrire le premier épisode de la saison. Nathan-Turner s'appuie sur un script que Fisher avait rejeté et nommé initialement “The Argolins” et qui traitait d'un camp de vacances dans le futur. Avec l'aide de Barry Letts, ils retravaillent le scénario pour en faire une histoire bien plus détaillée. L'épisode est commissionné sous le titre d'"Avalon" le 20 décembre 1979.
À l'origine l'épisode avait été écrit de sorte à en faire un épisode relativement comique qui se voulait une satire du tourisme et un pastiche des histoires de gangster (les "Foamasi" étant l'anagramme de "Mafiosa") mais la nouvelle direction impulsé par Nathan Turner et par le script-éditor (responsable des scénarios) Christopher H. Bidmead engagea cet épisode vers une version plus sérieuse. Fisher s'inspirera de ses recherches sur les tachyons afin de donner un vernis plus scientifique à l'épisode.
La scène se déroulant à Brighton fut demandé par Nathan-Turner afin d'écarter K-9 du scénario de l'épisode, car celui-ci, tous comme les autres membres de la production, n'aimait pas vraiment le robot-chien.

### Pré-production
Afin de marquer le changement de Doctor Who, il fut décidé de moderniser le générique de la série. Le "Tunnel temporel" figurant au début de la série datait de l'épisode de 1973 « The Time Warrior » et Nathan-Turner demanda à Sid Sutton du département graphique de la BBC à ce qu'un nouveau générique soit créé. Il décidera de quitter le côté "claustrophobique" du tunnel pour un ciel étoilé ainsi qu'un logo s'inspirant des tubes néons. Il demande aussi à Peter Howell de l'atelier radiophonique de la BBC de créer un nouvel arrangement pour la musique de la série au lieu de celui de Delia Derbyshire qui datait des tout débuts de la série.
Il sera décidé aussi par le producteur que les costumes ne changent plus d'épisodes en épisodes afin de garder un côté "uniforme." Il fait toutefois légèrement rechanger l'écharpe du Docteur et rajoute des points d'interrogation sur le costume du Docteur, chose qui ne plaisait pas trop à Tom Baker ainsi qu'à l'ensemble de l'équipe de production. Le TARDIS fut modifié aussi car le modèle, utilisé depuis « The Masque of Mandragora » (1976) était trop vieux. Le bois est abandonné au profit des fibres de verres et il y a quelques changements, notamment la taille des fenêtres.
Dans l'idée de moderniser la série, Nathan-Turner remercia le compositeur attitré de la série, Dudley Simpson, et engagea Peter Howell afin de créer des arrangements qui utilisent les instruments électroniques. La plupart de ces changements furent critiqués par Tom Baker.

### Casting
- Même si Tom Baker et Lalla Ward avaient accepté de signer pour une nouvelle saison, leur romance était passée et les deux comédiens ne se parlaient plus en dehors des plateaux.
- Sachant qu'il allait supprimer K-9 de la série dans peu de temps, Nathan-Turner proposa tout de même à John Leeson de reprendre sa voix, le temps de quelques épisodes.
- Laurence Payne avait joué le rôle de Johnny Ringo en 1966 dans « The Gunfighters » et jouera le rôle de Dastari dans « The Two Doctors » en 1985.
- Le bébé Pangol qui apparaît à la fin de l'épisode est la fille de l'assistante de plateau, Angela Smith.

### Tournage
Le réalisateur engagé pour cet épisode fut Lovett Bickford, un ancien assistant de plateau qui avait commencé dans le métier en même temps que John Nathan-Turner. Il avait déjà travaillé sur les épisodes The War Machines et The Moonbase. Devenu réalisateur, il avait filmé des épisodes des séries Angels et The History Of Mr Polly. À l'occasion de cet épisode, la série se dota d'une nouvelle machine informatique, le Quantel DPE 5000, afin d'effectuer des effets spéciaux.
Le tournage commença par les scènes en extérieurs sur la plage de Brighton les 20 et 21 mars 1980.
Le tournage en studio débuta par une première session du 2 au 4 avril au studio 1 du Centre télévisuel de la BBC. Initialement prévu pour être tourné en deux jours, cette troisième journée fut demandée par le réalisateur afin de pouvoir finaliser les effets spéciaux avec le Quantel. Durant cette session furent tournées les scènes demandant des effets spéciaux dans le visiodrôme, dans le grand Hall, dans la salle de commandement et les scènes de disparition des clones du Docteur. À cette occasion, on voit le TARDIS apparaître pour la première fois lors d'un mouvement de caméra.
Hélas, cette journée supplémentaire fit faire dépasser le budget prévu pour l'épisode. La seconde session eu lieu en 4 jours du 18 au 21 avril 1980 au studio 3 et se concentra sur le reste des scènes. À cause de sa mauvaise gestion, Bickford ne fut plus jamais rappelé pour tourner un épisode de Doctor Who.

### Post-production
Le costume des foamasi fut réutilisé par la BBC en 1981 pour la version télé du Guide du voyageur galactique afin de servir pour le chef des G'Gugvuntt.

## Diffusion et Réception
Le 29 août, un jour avant le début de la dix-huitième saison, le musée Madame Tussauds avait ouvert une exposition temporaire intitulé "The Doctor Who Experience at Madam Tussauds." Conçu à l'origine pour s'arrêter au 31 mars, il sera de nombreuses fois prolongé à la suite de son succès.
| Épisode | Date de diffusion | Durée | Téléspectateurs en millions | Archives            |
| --- | ----------------- | ----- | --------------------------- | ------------------- |
| Épisode 1 | 30 août 1980      | 23:33 | 5,9                         | Bandes couleurs PAL |
| Épisode 2 | 6 septembre 1980  | 20:45 | 5,0                         | Bandes couleurs PAL |
| Épisode 3 | 13 septembre 1980 | 21:21 | 5,0                         | Bandes couleurs PAL |
| Épisode 4 | 20 septembre 1980 | 21:19 | 4,5                         | Bandes couleurs PAL |
| Diffusé en quatre parties du 30 août au 20 septembre 1980, cet épisode fit le score d'audience le plus bas depuis l'épisode « The Smugglers » en 1966. |                   |       |                             |                     |

L'épisode fut un échec d'audience, la faute étant son manque d'attractivité en comparaison de la série américaine, Buck Rogers au XXVe siècle, diffusé sur ITV à la même heure. Le plongeon des audiences les semaines suivantes fit disparaître la série du classement des 100 programmes les plus regardés de la semaine, pour la première fois depuis 1963 et la première partie de « An Unearthly Child. » Malgré cela les rapports d'audiences de la BBC montrait que les spectateurs en ressortaient contents.

### Critiques
En 1995 dans le livre « Doctor Who : The Discontinuity Guide », Paul Cornell, Martin Day, et Keith Topping trouvent que le nouveau virage donné à la série démarre bien et ils apprécient la réalisation de Lovett Bickford. Ils estiment que c'est "une expérience courageuse, si ce n'est réussite." Les auteurs de « Doctor Who : The Television Companion » (1998) reviennent sur les avancées au point de vue réalisation qui s'amorcent avec cet épisode. Ils jugent l'épisode plutôt bon, apprécient le casting des acteurs secondaires et expliquent qu'à partir de cet épisode la série est "entrée dans les années 80".
En 2011, Patrick Mulkern de Radio Times est assez enthousiaste envers cet épisode qui selon lui démarre la "lune de miel entre John Nathan-Turner et Doctor Who".
En 2010, pour le site io9, Charlie Jane Anders, liste la fin de la deuxième partie, dans laquelle le Docteur se retrouve à l'état de vieillard, dans les meilleurs cliffhanger de la série.

## Novélisation
L'épisode fut romancé sous le titre Doctor Who and the Leisure Hive par David Fisher lui-même et publié en juillet 1982. Le roman reprend les éléments originaux se moquant des films de mafias et explique que le nom originel d'Argolis était Xbrrrm. Le roman porte le numéro 39 de la collection Doctor Who des éditions Target Books. Ce roman n'a jamais connu de traduction à ce jour.

## Éditions commerciales
L'épisode n'a jamais été édité en français, mais a connu plusieurs éditions au Royaume-Uni et dans les pays anglophones.
- L'épisode est sorti en VHS en juillet 1997.
- En 2002, la bande originale de l'épisode sortit en CD sous le titre : Doctor Who at the BBC Radiophonic Workshop Volume 3: The Leisure Hive
- L'épisode fut édité en DVD le 5 juillet 2004. L'édition contient les commentaires audios de Lalla Ward, Lovett Bickford et Christopher H. Bidmead, un documentaire sur l'arrivée de John Nathan-Turner dans la production de la série, un documentaire sur l'écriture du scénario de l'épisode ainsi que sur la création du nouveau générique, une interview de la costumière de l'époque, ainsi que des extraits vidéos et d'autres bonus. Cette version connue une réédition en DVD dans le cadre des Doctor Who DVD Files, le 3 octobre 2012.